# 고키촌
고키촌(小木村)은 일본 아이치현 니시카스가이군에 설치되었던 촌이다. 현재의 고마키시의 일부에 해당한다.